# Эшинен-Зе
Эшинен-Зе (Эшинензее; нем. Oeschinensee) — озеро в Швейцарии. Расположено в Бернских Альпах в кантоне Берн на территории коммуны Кандерштег.
С 2007 года озеро включено в природоохранную территорию и объект Всемирного наследия ЮНЕСКО региона Юнгфрау-Алеч.

## Описание
Озеро образовалось естественным путём после оползня склона горы Долденхорн, который закрыл сток воды из долины. Озеро расположено на высоте 1578 м над уровнем моря, имеет площадь поверхности 1,1147 км² (в среднем) и максимальную глубину 56 метров.
Озеро с востока и юга окружено горами-трёхтысячниками Блюмлисальп, Оэшиненхорн, Фрюнденхорн и Долденхорн, и наполняется ледниковыми ручьями с этих гор. После обвала ручей Оэшлибах вытекает с озера под землёй, но почти сразу выныривает на поверхность. Его вода используется как питьевая для Кандерштега, а также для производства электроэнергии. В посёлке Кандерштег ручей впадает в реку Кандер, приток Аре.
Согласно наблюдениям 1931—1965 годов высота зеркала озера менялась от 1566,09 до 1581,9 метров над уровнем моря, средняя сезонная смена была 12,2 метра (сентябрь/апрель).
В среднем, озеро ежегодно покрыто льдом с декабря по май.

## Туризм
Вдоль озера проходят туристические тропы от убежищ Швейцарского альпийского клуба (SAC) Blüemlisalphütte (2834 метров над уровнем моря) и Fründenhütte (2526 метров над уровнем моря).
От Кандерштега к озеру можно подняться подъёмником. От верхней остановки подъёмника (где расположен летний бобслей) к озеру можно легко добраться за 20 минут. Также заслуживающим внимания является маршрут от верхней станции через Хойберг (1940 метров над уровнем моря), откуда открывается вид на озеро и окружающие трёхтысячники, к Alp Oberbärgli (1978 метров над уровнем моря, функционирует только летом), откуда через Alp Underbärgli можно спуститься к ресторан у озера.

## Рыбалка
В озере есть такие виды рыбы: арктический голец, форель озёрная, радужная форель. С января по апрель на озере популярна зимняя рыбалка.

## Галерея

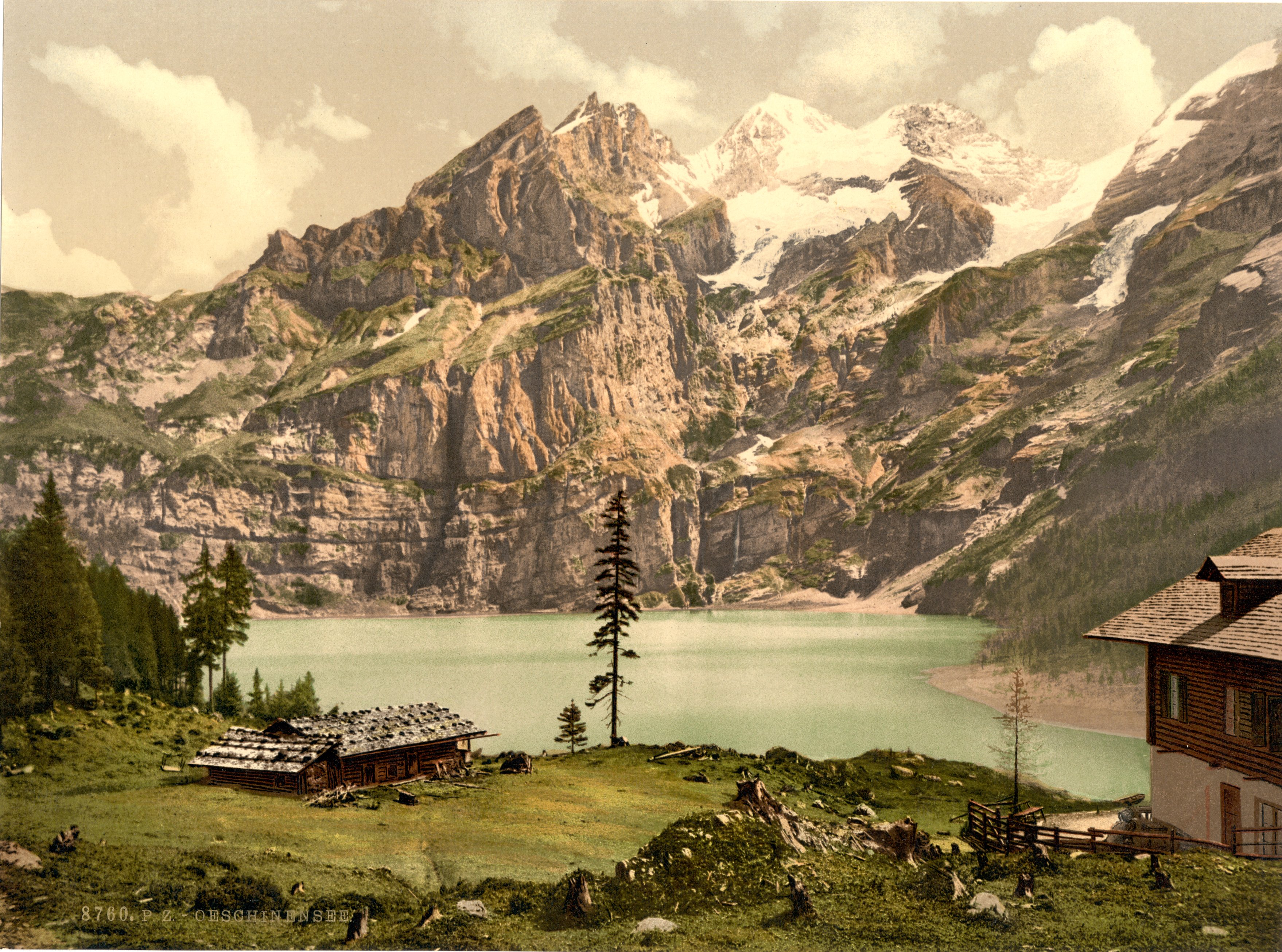
Эшинензе в 1900 г.
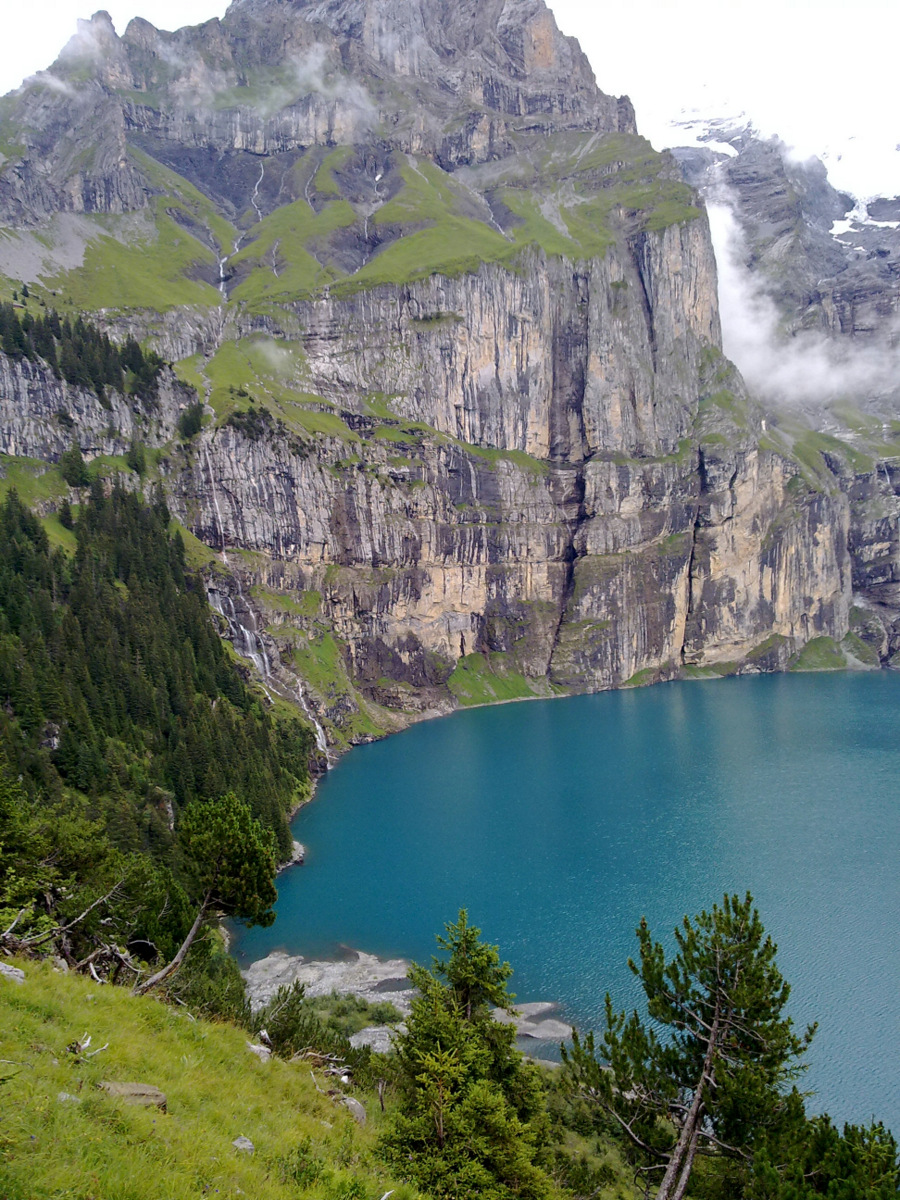
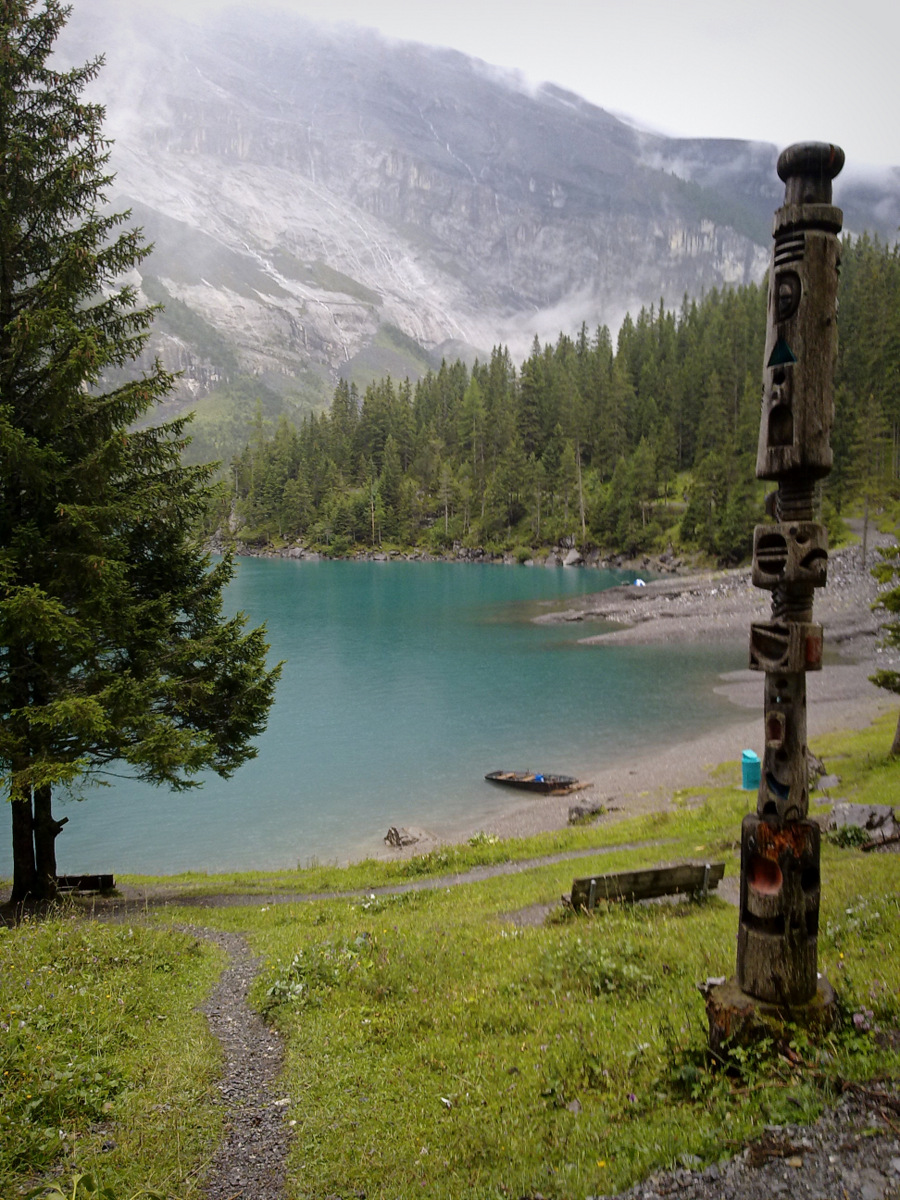
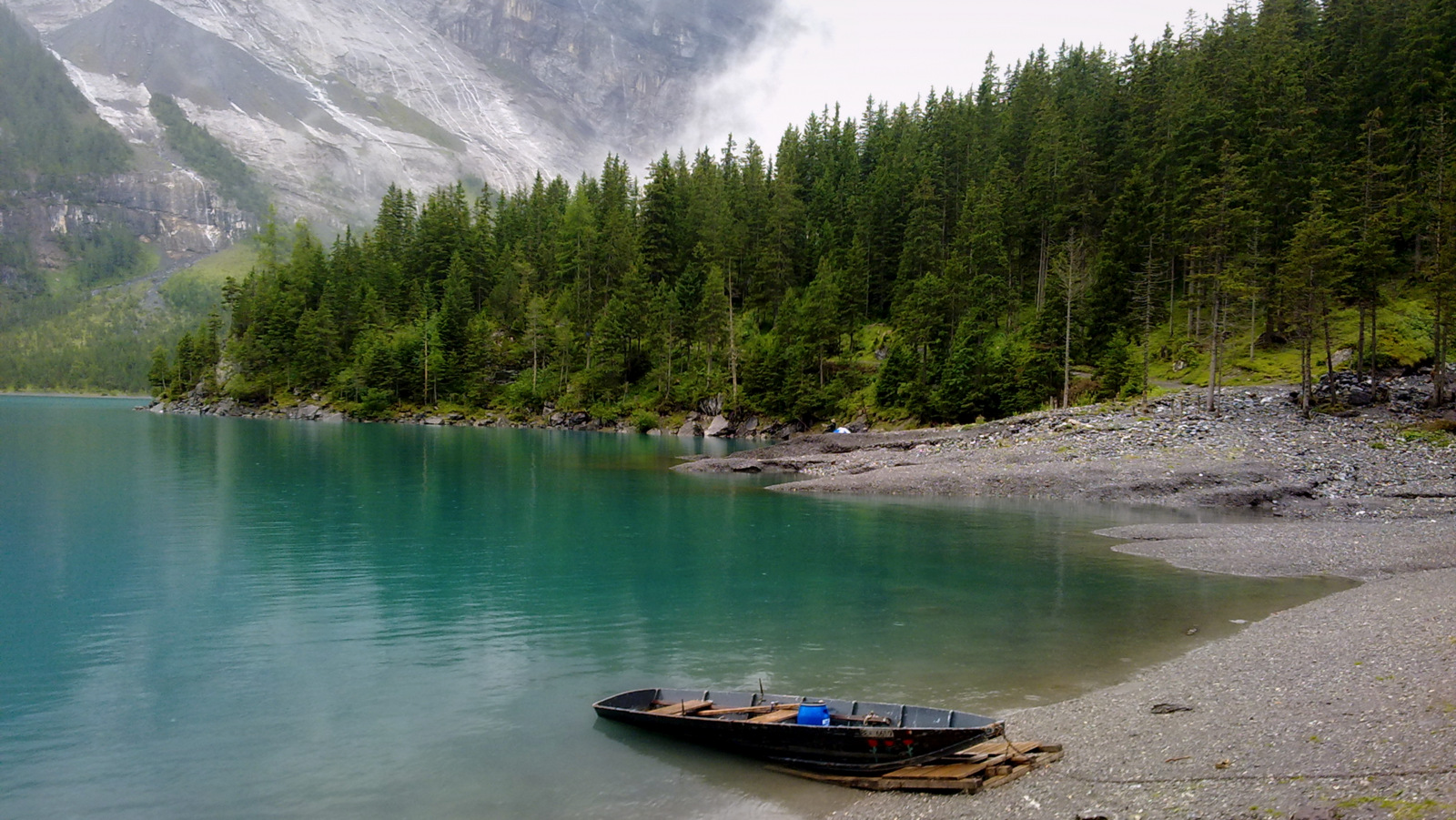